# Рассказов, Александр Семёнович
Александр Семёнович Рассказов (1912—1944) — советский военнослужащий. Участник Великой Отечественной войны. Герой Советского Союза (1945, посмертно). Старший сержант.

## Биография
Александр Семёнович Рассказов родился 17 октября 1912 года в деревне Игнатьево Муромского уезда Владимирской губернии Российской империи (ныне деревня Муромского района Владимирской области Российской Федерации) в крестьянской семье. Русский. Окончил 5 классов школы. Рано потеряв отца, вынужден был оставить учёбу, чтобы вести крестьянское хозяйство. В период коллективизации семья Рассказовых вступила в колхоз «Красная деревня». Александр Семёнович работал рядовых колхозником, затем заведующим фермой. В середине 1930-х годов он уехал на заработки в Вязники, работал столяром и штукатуром. Позднее переехал в Москву. До призыва на военную службу работал прорабом на стройке и жестянщиком в домоуправлении.
В ряды Рабоче-крестьянской Красной Армии А. С. Рассказов был призван Первомайским районным военкоматом города Москвы 25 июня 1941 года. Александр Семёнович прошёл краткий курс боевой подготовки в учебном лагере. Строительная специальность определила его направление в инженерные войска. В боях с немецко-фашистскими захватчиками красноармеец А. С. Рассказов с 27 августа 1941 года на Западном фронте. Воевал Александр Семёнович в сапёрной части. Боевое крещение принял в Смоленском сражении. Был тяжело контужен и попал в плен. Едва встав на ноги, он сумел сбежать из лагеря для военнопленных и перейти линию фронта. В ноябре 1941 года А. С. Рассказов направлен в 15-ю стрелковую бригаду. Воевал на Северо-Западном фронте. В 1942 году в боях по ликвидации Демянского котла был трижды ранен. Весной 1943 года бригада была переформирована в 51-ю стрелковую дивизию, и младший сержант А. С. Рассказов был зачислен на должность командира сапёрного отделения в 1-ю роту 44-го отдельного сапёрного батальона.
Уже в августовских боях дивизии под Смоленском А. С. Рассказов проявил себя смелым и решительным младшим командиром, способным решать самые сложные боевые задачи. Противник оказывал яростное сопротивление наступающим частям Красной Армии и мощными контрударами на различных участках вынуждал войска Западного фронта переходить к обороне. Для закрепления достигнутых рубежей советские сапёры вынуждены были постоянно строить новые укрепления, переставлять минные поля, протягивать проволочные заграждения. Нередко им приходилось работать под огнём врага. Так, 15 августа 1943 года отделение младшего сержанта А. С. Рассказова получило задачу в кратчайшие сроки построить наблюдательный пункт для корректировки артиллерийского огня прямо в передней линии обороны дивизии. Имея в отделении всего шесть бойцов, Александр Семёнович под непрекращающимся пулемётным и артиллерийским огнём смог форсировать работу и закончить её в срок, за что был награждён своей первой боевой наградой — медалью «За боевые заслуги».
В конце сентября 1943 года 51-я стрелковая дивизия была выведена в резерв, а затем переброшена на витебское направление. 14 октября она была включена в состав 4-й ударной армии Калининского (с 20-го октября 1943 года — 1-го Прибалтийского) фронта. В период проведения Городокской операции на части дивизии была возложена задача прикрытия правого фланга наступающих частей 4-й ударной армии. В короткие сроки сапёрам 44-го отдельного сапёрного батальона удалось создать прочную систему оборонительных сооружений на участке дивизии и надёжно прикрыть наступающие подразделения от флангового удара противника, что позволило частям армии успешно прорвать оборону противника и выполнить поставленную боевую задачу. За своевременное выполнение заданий командования А. С. Рассказов был произведён в сержанты.
С конца декабря 1943 года 51-я стрелковая дивизия в составе 4-й ударной и 6-й гвардейской армий вела тяжёлые бои к северо-западу от Витебска в Сиротинском районе Витебской области. Боевые действия на участке дивизии носили упорный и ожесточённый характер, и большая роль в них отводилась дивизионным сапёрам. Бойцы 44-го отдельного сапёрного батальона осуществляли инженерное сопровождение стрелковых частей дивизии во всех боевых операциях. К апрелю 1944 года ими было построено 45 мостов и переправ, установлено перед своим передним краем около 13500 мин различных типов, снято около 5000 мин противника. В этих операциях А. С. Рассказов неоднократно демонстрировал образцы личного мужества. 31 января 1944 года сержанту Рассказову была поставлена задача проделать проходы в минных полях и проволочных заграждениях противника. Несмотря на огонь противника, Александр Семёнович хорошо организовал работу по разграждению инженерной системы обороны врага. При этом он с миноискателем шёл впереди сапёров и пехоты и личным примером воодушевлял их на выполнение поставленной боевой задачи. За проявленное мужество А. С. Рассказов был награждён орденом Славы 3-й степени и вскоре досрочно получил звание старшего сержанта.
29 апреля 1944 года 51-я стрелковая дивизия получила приказ прорвать оборону противника на участке Заозёрье — Бочканы. Времени на проведение инженерной разведки не было, и командир 44-го отдельного сапёрного батальона майор А. А. Кожохин приказал старшему сержанту Рассказову проделать проходы в инженерных заграждениях противника прямо во время артиллерийской подготовки. Как только началась артиллерийская канонада, Александр Семёнович с двумя бойцами бросился к проволочному забору немцев, который находился всего в 20 метрах от вражеских траншей. Сапёры почти достигли цели, когда их заметил немецкий пулемётчик. Несмотря на продолжавшийся артиллерийский обстрел, он открыл по группе Рассказова шквальный огонь. Приказав одному из сапёров проделать проход с помощью удлинённого заряда разминирования, Александр Семёнович со вторым бойцом открыл ответный огонь из автоматов и заставил пулемёт замолчать. Как только взрывом был проделан проход в заграждениях противника, старший сержант Рассказов бросился к немецкой траншее, и ворвавшись в неё, уничтожил немецкого пулемётчика. Воодушевлённые героическими действиями сапёров пехотинцы поднялись в атаку и заняли первую линию немецких траншей.
Особо старший сержант А. С. Рассказов отличился накануне Витебско-Оршанской операции. В ночь с 21 на 22 июня 1944 года, выполняя приказ командования по разграждению немецких инженерных заграждений на участке наступления дивизии в районе деревни Волотовки, Александр Семёнович с двумя бойцами своего отделения выдвинулся к переднему краю немцев. Противник постоянно освещал разграничительную полосу осветительными ракетами и простреливал из пулемётов, но сапёрам удалось благополучно добраться до немецких позиций. Они уже закончили закладку удлинённых зарядов разминирования, когда враг обнаружил их и открыл шквальный пулемётный огонь. Два сапёра были убиты, а старший сержант Рассказов был тяжело ранен. Превозмогая боль, он всё же сумел добраться до взрывателя и ценой своей жизни произвёл подрыв. По проделанному сапёрами коридору утром 22 июня штурмовые роты дивизии после мощной артиллерийской подготовки устремились в прорыв и не только выполнили поставленную боевую задачу, но и обеспечили успех своего 23-го гвардейского стрелкового корпуса. За образцовое выполнение боевых заданий командования на фронте борьбы с немецкими захватчиками и проявленные при этом отвагу и геройство указом Президиума Верховного Совета СССР от 24 марта 1945 года старшему сержанту Рассказову Александру Семёновичу было присвоено звание Героя Советского Союза посмертно. Похоронен А. С. Рассказов в деревне Волотовки Шумилинского района Витебской области Республики Беларусь.
Существует несколько отличная версия произошедших событий. Её в своих воспоминаниях приводит бывший командующий 6-й гвардейской армией генерал-полковник И. М. Чистяков. Иван Михайлович в частности пишет:

Во время боёв на подступах к Даугавпилсу сержант Александр Семёнович Рассказов, которому позже было присвоено звание Героя Советского Союза, получил задание сделать проходы в минном поле. Но враг обнаружил работу сапёров. Он пустил осветительные ракеты и открыл сильный огонь из пулёметов и миномётов. Рядом с А. С. Рассказовым убило двух сапёров, его ранило, но он продолжал ползти вперёд, снимая одну мину за другой, и проход был готов вовремя. Генерал К. К. Абрамов ездил к А. С. Рассказову в госпиталь вручать ему орден Красного Знамени. Поинтересовался Константин Кирикович, как же сержанту удалось совершить свой подвиг, и он получил от этого скромного молодого человека ответ:
— Я, товарищ генерал, выполнял свой долг… — Чистяков И. М. Служим Отчизне. Стр. 219—220.
Однако версия командарма не находит документальных подтверждений.

## Награды
- Медаль «Золотая Звезда» (24.03.1945, посмертно);
- Орден Ленина (24.03.1945, посмертно);
- Орден Отечественной войны II степени (03.05.1944);
- Орден Славы III степени (16.02.1944);
- Медаль «За боевые заслуги» (25.09.1943).

## Память
- Именем Героя Советского Союза названа улица в деревне Мишневичи Шумилинского района Витебской области Республики Беларусь.
- Имя А. С. Рассказова присвоено Мишневичской базовой школе Шумилинского района[1].

## Документы
- Общедоступный электронный банк документов «Подвиг Народа в Великой Отечественной войне 1941—1945 гг.» Дата обращения: 30 октября 2013. Архивировано из оригинала 13 марта 2012 года.

Представление к званию Героя Советского Союза.
Указ Президиума Верховного Совета СССР о присвоении звания Героя Советского Союза.
Орден Отечественной войны II степени (наградной лист и приказ о награждении).
Орден Славы III степени (наградной лист и приказ о награждении).
26654077 Медаль «За боевые заслуги» (наградной лист и приказ о награждении).
- Обобщённый банк данных «Мемориал». Архивировано из оригинала 10 мая 2012 года.

ЦАМО, ф. 58, оп. 18002, д. 543.
Информация из списка захоронения З375-293.
Учётная карточка захоронения З375-293.
Схема захоронения З375-293.